# Dichomeridinae

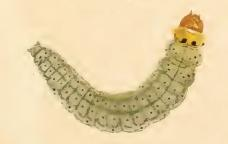
Гусеница моли Dichomeris derasella.

Dichomeridinae (лат.) — подсемейство молевидных бабочек из семейства Моли выемчатокрылые (Gelechiidae). Встречаются всесветно. Около 1000 видов.

## Описание
Среднего размера молевидные бабочки. Размах передних крыльев 8—25 мм. От других подсемейств Gelechiidae отличается характерной позой покоя: сидят с высоко поднятой головой и прижатыми вдоль спины усиками, крылья сложены плоско. Глаза крупные. Усики простые, равные по длине примерно 75 % длины переднего крыла. На голове находится плотный слой прилегающих чешуек, которые у части представителей образует хохолок над глазами. Передние крылья ланцетовидные с округлой вершиной. Окраска крыльев разнообразная, в основном, серовато-коричневая.

## Систематика
3 трибы и около 1000 видов, из них около 500 из крупнейшего рода Dichomeris Hübner, 1818, с которым в 1986 году были синонимизированы около 50 родовых таксонов (Hodges, 1986).

### Anarsiini
Триба Anarsiini Amsel, 1977 (или в Chelariini, или в Anacampsinae)
- Ananarsia Amsel, 1959
- Anarsia Zeller, 1959[4]

### Chelariini
Триба Chelariini Le Marchand, 1947
- Amblyphylla Janse, 1960
- Anthistarcha Meyrick, 1925
- Aponoea Walsingham, 1905
- Axyrostola Meyrick, 1923
- Bagdadia Amsel, 1949[5]
- Capidentalia  Park, 1995[6]
- Crasimorpha Meyrick, 1923
- Dactylethrella Fletcher, 1940
- Dendrophilia Ponomarenko, 1993[7]
- Empalactis Meyrick, 1925
- Encolapta Meyrick, 1913
- Ethmiopsis Meyrick, 1935[8]
- Eustalodes  Meyrick, 1927
- Faristenia Ponomarenko, 1991[9]
- Haplochela Meyrick, 1923
- Holcophora Staudinger, 1871
- Hypatima Hübner, [1825] 1816 (=Chelaria Haworth, 1828)[6]
- Metatactis Janse, 1949
- Neofaculta Gozmány, 1955
- Nothris Hübner, [1825] 1816
- Oestomorpha Walsingham, 1911
- Paralida Clarke, 1958[10]
- Paraselotis Janse, 1960
- Pessograptis Meyrick, 1923
- Prostomeus Busck, 1903
- Pilocrates Meyrick, 1920
- Ptychovalva Janse, 1958
- Tituacea Walker, 1864
- Tornodoxa Meyrick, 1921

### Dichomeridini
Триба Dichomeridini Hampson, 1918
- Acanthophila Heinemann, 1870
- Acompsia Hübner, [1825] 1816
- Anasphaltis
- Arotria Meyrick, 1904
- Atasthalistis Meyrick, 1886
- Besciva Busck, 1914
- Brachmia
- Cathegesis Walsingham, 1910
- Dichomeris Hübner, 1818
- Eunebristis Meyrick, 1923
- Harpagidia Ragonot, 1895
- Helcystogramma Zeller, 1877
- Holaxyra Meyrick, 1913
- Hylograptis Meyrick, 1910
- Hyodectis
- Myconita
- Onebala Walker, 1864
- Oxypteryx Rebel, 1911
- Plocamosaris Meyrick, 1912
- Rhadinophylla Turner, 1919
- Sclerocopa Meyrick, 1937
- Scodes
- Streniastis
- Symbolistis
- Syndesmica (Gelechiidae?)
- Uliaria Dumont, [1921] 1920